# Tiberius Claudius Iustinus
Tiberius Claudius Iustinus (vollständige Namensform Tiberius Claudius Tiberi filius INGM Iustinus) war ein im 2. Jahrhundert n. Chr. lebender Angehöriger des römischen Ritterstandes (Eques).
Durch eine Weihinschrift, die beim Kastell Maglona gefunden wurde und die auf 188 datiert ist, ist belegt, dass er Präfekt der Ala Augusta ob virtutem appellata war, die in der Provinz Britannia stationiert war.